# Nấm vân chi
Nấm vân chi (danh pháp khoa học: Trametes versicolor, tên khác: Coriolus versicolor và Polyporus versicolor) là một loài nấm trong bộ Polyporales.

## Miêu tả khoa học
Mũ nẫm dẹt, mặt trên có nhiều vành kẻ đồng tâm, màu sắc biến đổi dần. Thịt mũ dày khoảng từ 1–3 mm, cảm nhận khi chạm vào giống như da.

## Tính chất
T. versicolor có chứa polysaccharide, bao gồm chất gắn với protein (protein-bound) PSP; B-1,3; B-1,4 glucan.

## Sử dụng
Nấm vân chi có chứa polysaccharide, một hoạt chất có tính chống ung thư. Chính vì vậy, nó thường được dùng để bào chế các loại thuốc chống ung thư thường gặp ở dạ dày, phổi hay thực quản.

## Hình ảnh

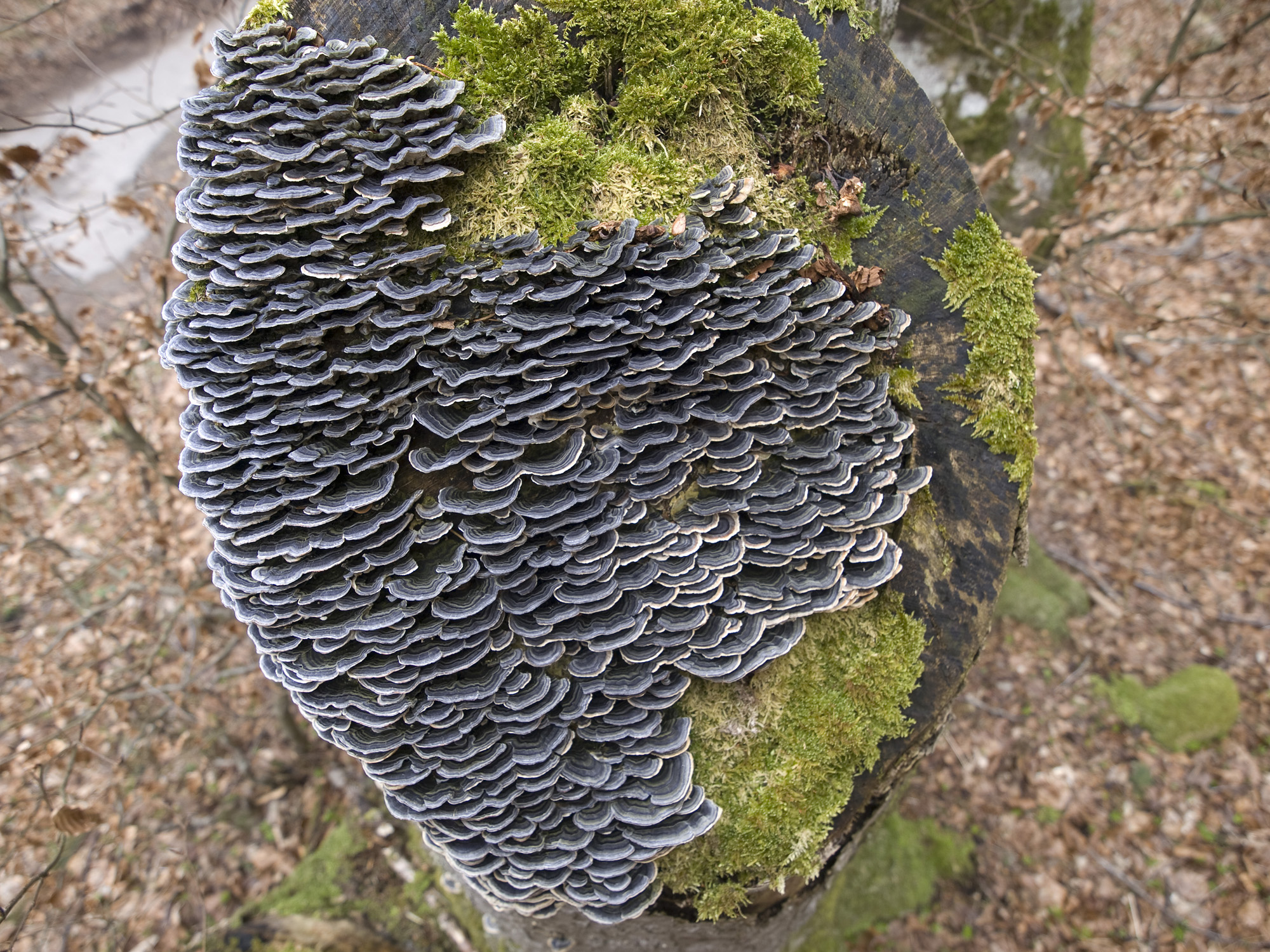
T. versicolor mọc trên gốc cây
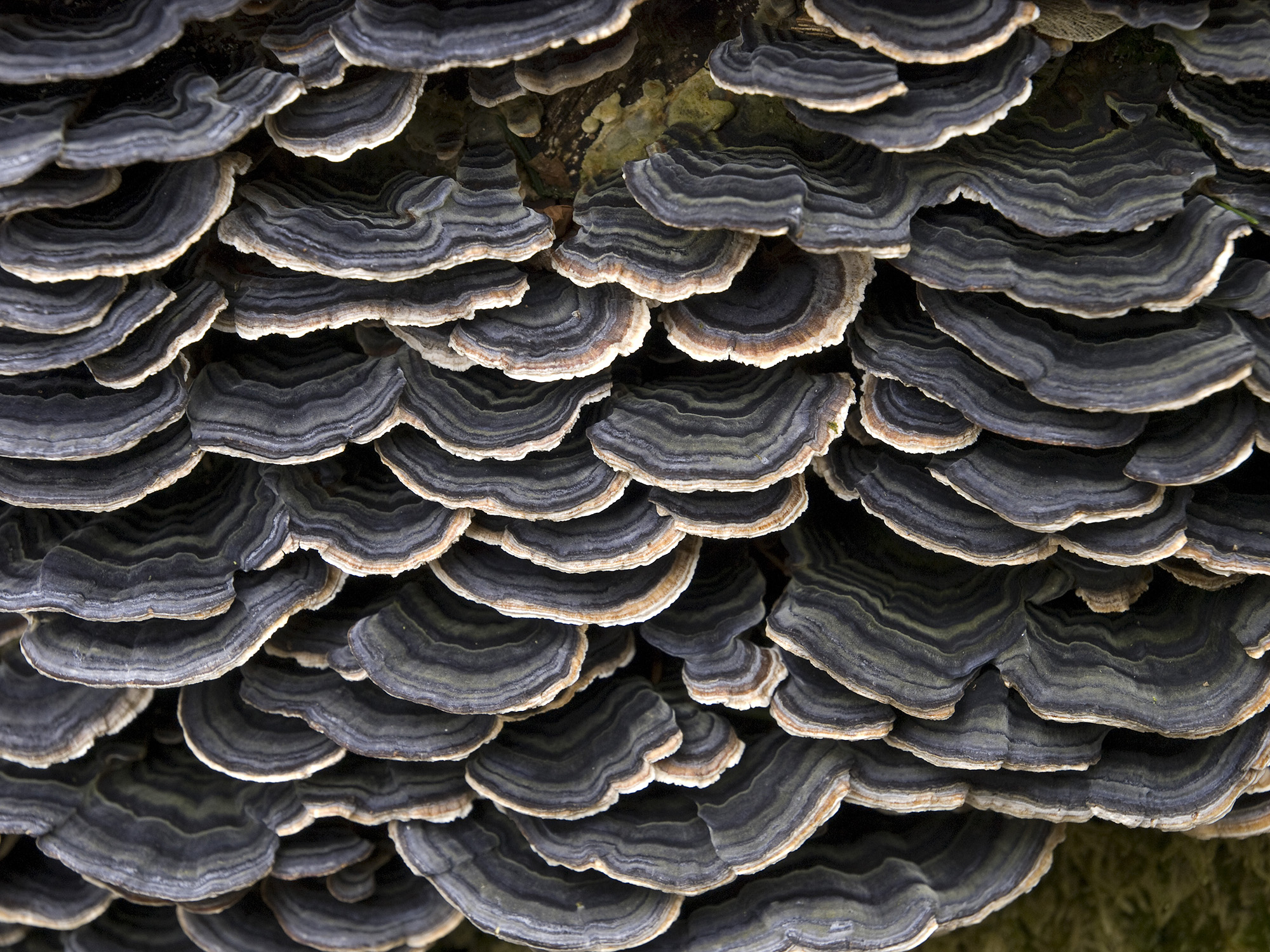
Cận cảnh T. versicolor.
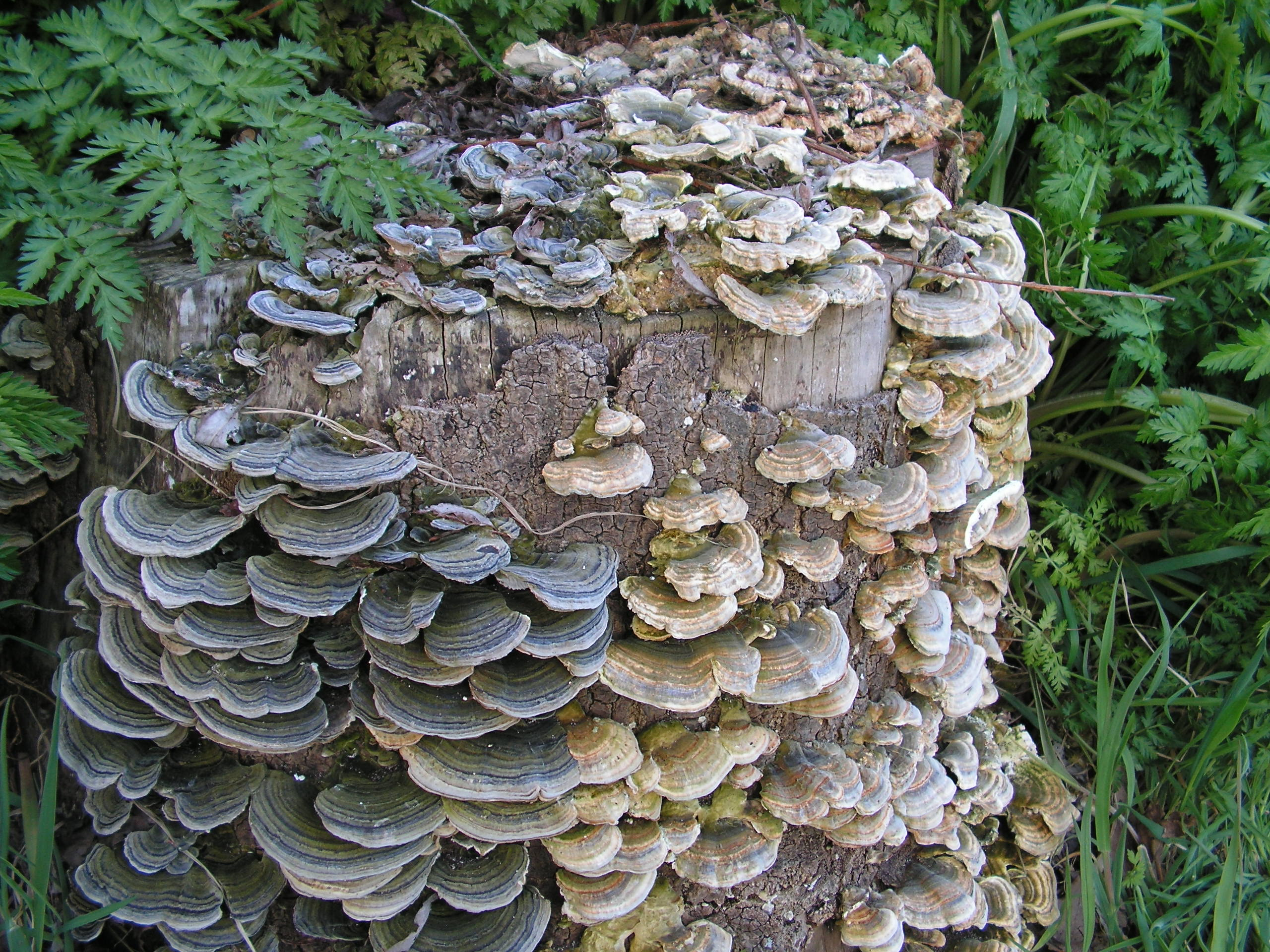
T. versicolor
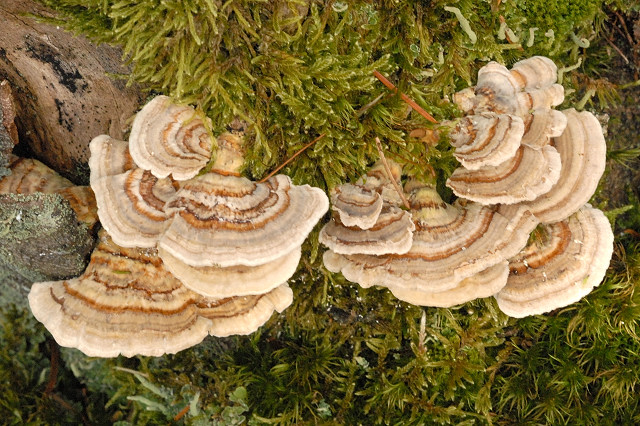
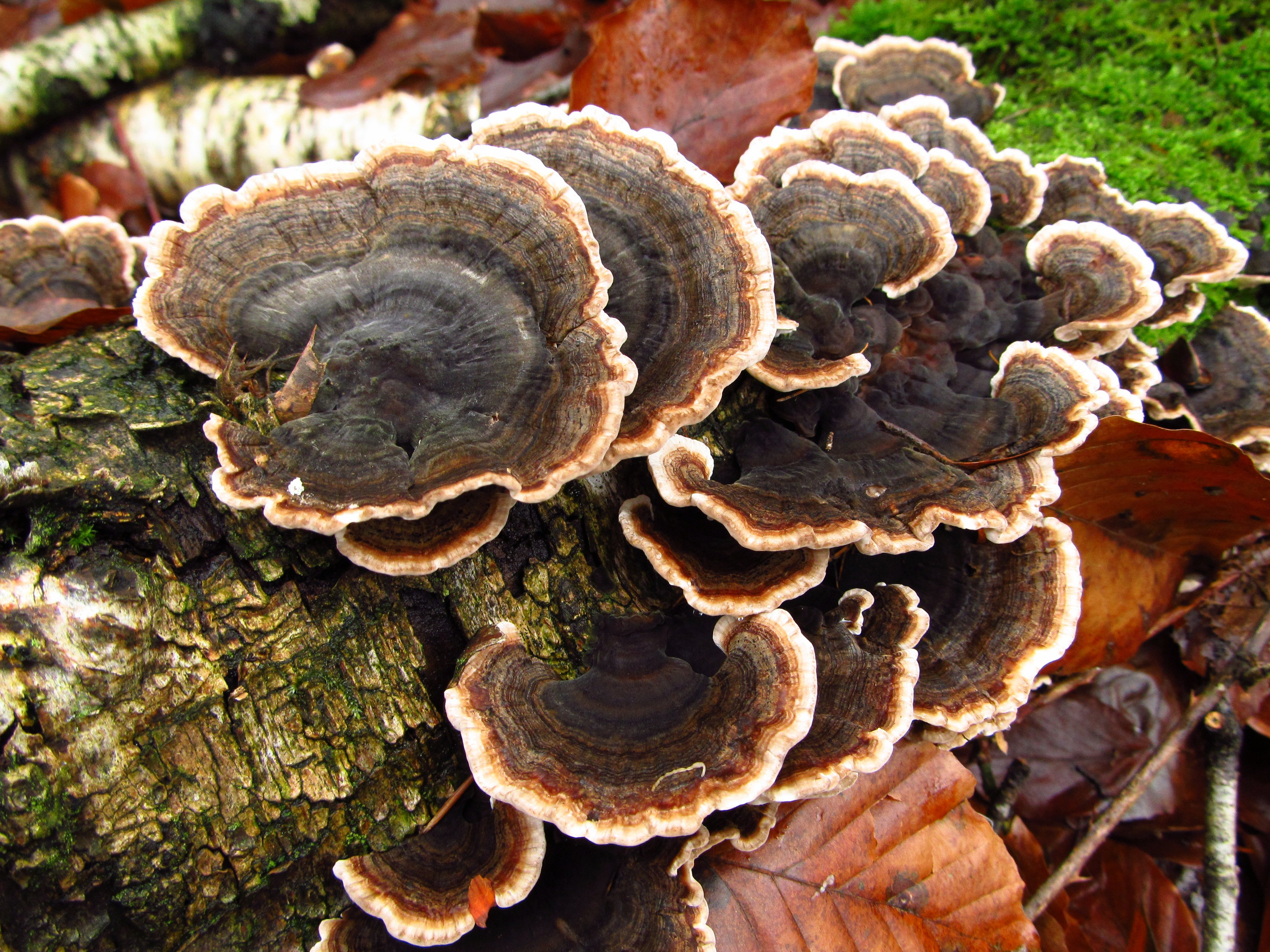
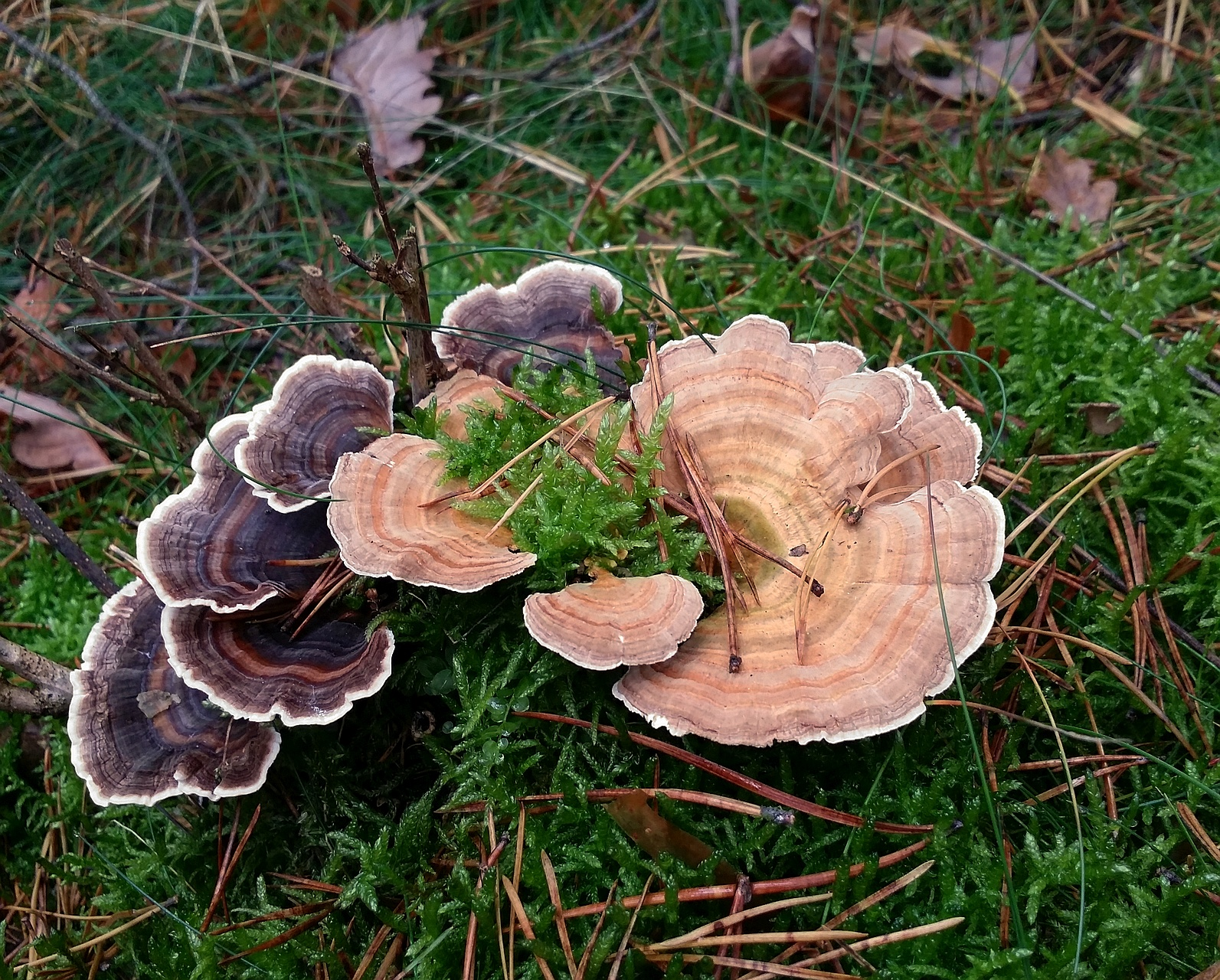